# Eberhard Werner (Theologe)

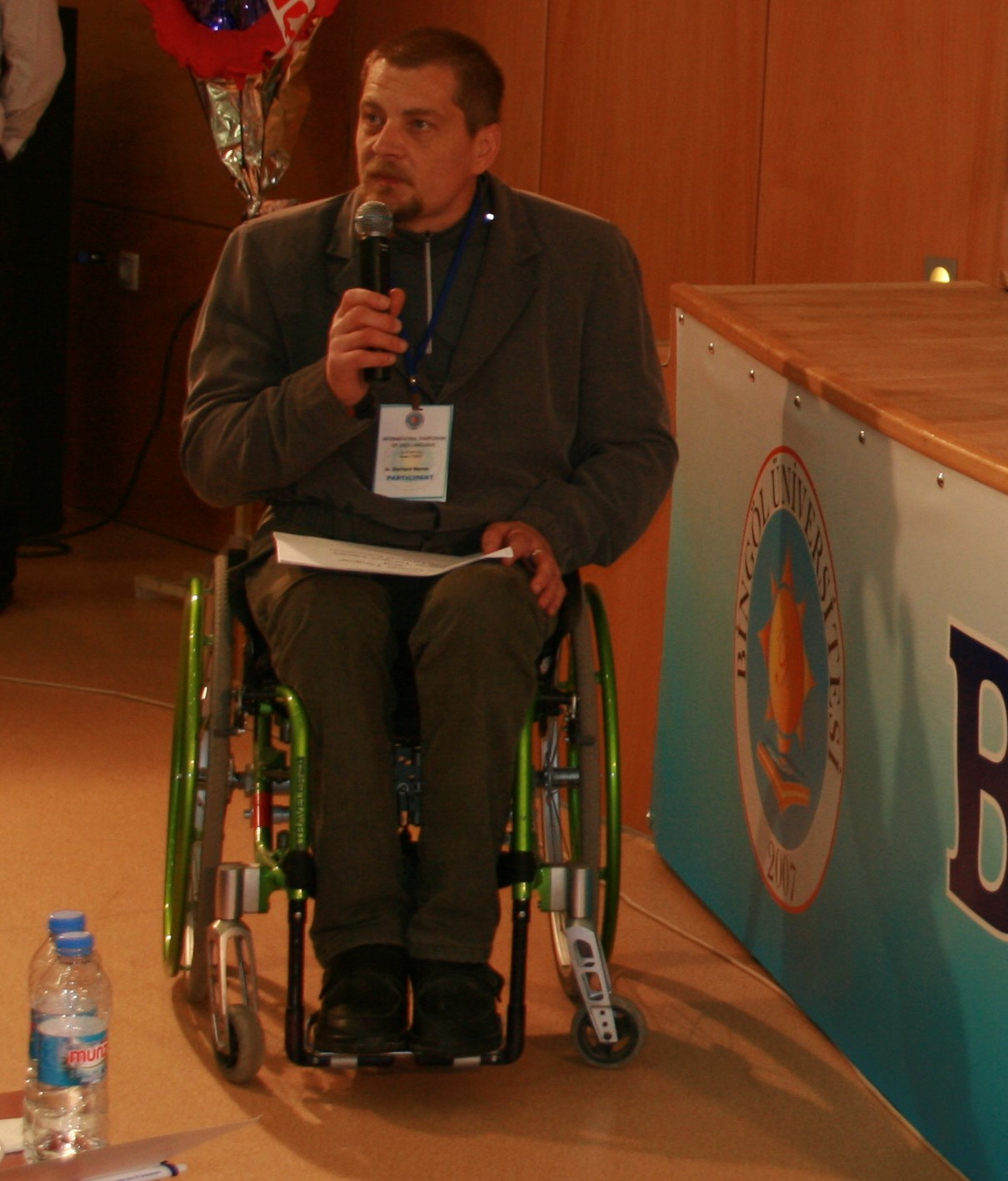
Eberhard Werner (2011)

Eberhard Werner (geboren am 21. März 1966; gestorben am 4. August 2023 in Öschingen) war ein deutscher evangelischer Theologe.

## Leben und Wirken
Eberhard Werner absolvierte von 1984 bis 1986 eine Berufsausbildung zum mittleren Dienst. Von 1992 bis 1996 folgte ein Theologiestudium am Theologischen Seminar Neues Leben und daneben zwischen 1995 und 1996 ein „Applied linguistics“ Studium bei der SIL Germany und SIL Eugene/Oregon (BA-Äquivalent). Von 2002 bis 2006 absolvierte er ein Master-Studium an der Akademie für Mission und Gemeindebau in Gießen und danach ein Theologiestudium an der University of Wales, das er 2010 mit einem Ph.D. abschloss. Weitere Qualifikationen erwarb er 2010 mit Language Program Services SIL (Near East), 2014 zum SIL Consultant on Anthropology und 2013 mit Further Studies with MHS (Stavanger).
Gemeinsam mit seiner Frau, der Linguistin Brigitte Werner, beschäftigte er sich ab den 2000er Jahren intensiv mit der Zaza-Sprache. Dabei leiteten sie Seminare zur Zaza-Sprache, verfassten Artikel über Zazaki und die Zaza-Kultur. Besonders hervorzuheben ist ihr Beitrag zur Zaza-Orthografie in Pülümür-Erzincan. Sie befassten sich später intensiver mit dem Süd-Zazaki (Çermik-Siverek-Gerger).
Im Jahr 2017 veröffentlichte Werner ein Buch über die Zaza-Sprache auf Englisch mit dem Titel Rivers and Mountains, das die Zaza-Kultur und -Sprache im anthropologischen Kontext darstellte. Dieses akademische Werk trug maßgeblich zur anthropologischen Forschung über die Zaza bei.
Im Jahr 2012 veröffentlichte er ein Buch auf Deutsch mit dem Titel Bibelübersetzung – Schnittstelle zwischen Kulturen: Zusammenhänge dargestellt an der Sprache und Kultur der Zaza". Dieses Buch behandelt die Übersetzung der Bibel und stellt Verbindungen zwischen Kulturen anhand der Sprache und Kultur der Zaza dar.
Eberhard Werner veröffentlichte eine Reihe von Artikeln über die Zaza-Sprache und -Kultur.
Werner war „Language Program Manager“ bei SIL International für einen Bereich des Nahen Ostens. 2012 leitete er das 8. Forum Bibelübersetzung. Er war 1. Stiftungs-Vorstand der Forschungs-Stiftung Kultur und Religion und stellvertretender Institutsleiter des „Instituts für Evangelische Missiologie“ sowie Direktor des Netzwerks „Disability Studies und Interkulturelle Theologie“ (NeDSITh) und Leiter der Abteilung Wissenschaft der Bibelübersetzung.
Am 4. August 2023 starb Eberhard Werner an den Folgen multipler Krankheiten, die einen Herzstillstand verursachten.

## Veröffentlichungen
- Bibelübersetzung in Theorie und Praxis. Eine Darstellung ihrer Interdisziplinarität anhand der Ausbildungspraxis (zugl. Dissertation, University of Wales, 2010), Kovač, Hamburg 2011, ISBN 978-3-8300-5600-3.
- Bibelübersetzung – Schnittstelle zwischen Kulturen; Zusammenhänge dargestellt an der Sprache und Kultur der Zaza, VTR, Nürnberg 2012, ISBN 978-3-941750-50-0.
- Rivers and mountains: a historical, applied anthropological and linguistical study of the Zaza people of Turkey including an introduction to applied cultural anthropology, VTR, Nürnberg 2017, ISBN 978-3-95776-065-4.
- (Bibel-)Übersetzung in der missiologisch-theologischen Ausbildung: eine kritische Untersuchung der Einflüsse von theologischen Inhalten und Begriffen aus englischen und deutschen Wörterbüchern, Lexika und Kommentaren auf die (Bibel-)Übersetzungspraxis, Kovač, Hamburg 2022, ISBN 978-3-339-13206-2.
- Disability Studies und Interkulturelle Theologie: „trotz der Schwachheit“ – Inklusions-orientierte, transnationale und transkulturelle Diskurse, Kovač, Hamburg 2022, ISBN 978-3-339-13230-7.

als (Mit)Herausgeber
- Bibelübersetzung als Wissenschaft. Aktuelle Fragestellungen und Perspektiven; Beiträge zum Forum Bibelübersetzung aus den Jahren 2005–2011, Deutsche Bibelgesellschaft, Stuttgart 2012, ISBN 978-3-438-06247-5.
- Jahrbuch zur Wissenschaft der Bibelübersetzung. Forum Bibelübersetzung 2013–2015, VTR, Nürnberg 2016, ISBN 978-3-95776-056-2.
- Yearbook on the Science of Bible Translation. Special edition of the Coronavirus Year 2020, VTR, Nürnberg 2021, ISBN 978-3-95776-093-7.
- mit Martin Heißwolf: Animismus – der blinde Fleck, VTR, Nürnberg 2021, ISBN 978-3-95776-095-1.
- mit Samuel W. Groß: Von der ausgrenzenden Barmherzigkeit. Interkulturelle Theologie und Behinderung, Kohlhammer Verlag, Stuttgart 2021, ISBN 978-3-17-040970-5.
- mit Elmar Spohn: Polyphone Klangräume. Musik in theologischen und interkulturellen Diskursen, VTR, Nürnberg 2022, ISBN 978-3-95776-151-4.